# Captain Lightfoot
Capitán Lightfoot (conocida en español como Orgullo de raza) es una película de aventuras dirigida en 1955 por Douglas Sirk y protagonizada por Rock Hudson, Barbara Rush y Jeff Morrow. El guion de W. R. Burnett y Oscar Brodney se basa en un argumento original de Burnett.

## Argumento
La acción de la película transcurre en Ballymore durante el siglo XIX. Un joven y alocado rebelde irlandés atraca a los ricos para dárselo a los pobres y es perseguido por los casacas rojas, por lo que debe refugiarse en Dublín, Irlanda. Allí conoce al líder de la resistencia, que regenta un burdel del que obtiene el dinero "para la causa".

## Localizaciones
La película se rodó en los alrededores de Clogherhead, Condado de Louth y en los famosos jardines de Powerscourt House en Enniskerry, Condado de Wicklow.

## Reparto
- Rock Hudson es Michael Martin, "Lightfoot".[1]
- Barbara Rush es Aga Doherty.
- Jeff Morrow es John Doherty, "Capitán Thunderbolt".
- Kathleen Ryan es Lady Anne More.
- Finlay Currie es Callahan.
- Denis O'Dea es Regis Donnell.
- Geoffrey Toone es el capitán Hood.
- Hilton Edwards es Lord Glen.
- Sheila Brennan es una camarera.
- Harry Goldblatt es Brady.
- Charles B. Fitzsimons es Dan Shanley.
- Christopher Casson es Lord Clonmell.
- Philip O'Flynn es Trim.